# FABP9
FABP9 (англ. Fatty acid binding protein 9) – білок, який кодується однойменним геном, розташованим у людей на короткому плечі 8-ї хромосоми. Довжина поліпептидного ланцюга білка становить 132 амінокислот, а молекулярна маса — 15 093.
| 10         |  | 20         |  | 30         |  | 40         |  | 50         |
| ---------- |  | ---------- |  | ---------- |  | ---------- |  | ---------- |
| MVEPFLGTWK |  | LVSSENFEDY |  | MKELGVNFAA |  | RNMAGLVKPT |  | VTISVDGKMM |
| TIRTESSFQD |  | TKISFKLGEE |  | FDETTADNRK |  | VKSTITLENG |  | SMIHVQKWLG |
| KETTIKRKIV |  | DEKMVVECKM |  | NNIVSTRIYE |  | KV         |  |            |

A: Аланін

C: Цистеїн

D: Аспарагінова кислота

E: Глутамінова кислота

F: Фенілаланін

G: Гліцин

H: Гістидин

I: Ізолейцин

K: Лізин

L: Лейцин

M: Метіонін

N: Аспарагін

P: Пролін

Q: Глутамін

R: Аргінін

S: Серин

T: Треонін

V: Валін

W: Триптофан

Кодований геном білок за функцією належить до фосфопротеїнів. 
Задіяний у такому біологічному процесі, як транспорт. 
Білок має сайт для зв'язування з ліпідами. 
Локалізований у цитоплазмі.